# 伊拉克国旗
伊拉克国旗是曾经多次更换过图案的国旗，自伊拉克於1921年建国以来，先后使用过4种不同的设计风格。现在的款式于1963年开始使用，国旗中间的阿拉伯文字الله اكبر为印刷体，意为“真主至大”，1991年-2004年的版本，国旗中间的文字为书写体，据说该书写体是由前总统萨达姆在1991年海湾战争前夕亲自所题，2004年，文字由书写体改为印刷体。2008年1月22日，伊拉克議會通過有效期一年的修改國旗的臨時法案，并將旗上代表復興黨口號的3顆綠星除去，一年后临时法案到期后该旗帜被继续使用至今。
由于“真主至大”是伊斯兰教的重要短语，因此伊拉克人将国旗视为神圣，故此有一些重要规定：例如不可降半旗；在正式场合使用时，为避免背面的文字呈镜面方向，需将两面旗背对背缝在一起使用。
伊拉克国旗竖式悬挂时，注意红色部分位于左侧，且国旗中间的绿色“真主至大”阿拉伯文字也应拆分为两行，并压缩于国旗正中央。

## 伊拉克国旗历史

### 1921年至1959年

1921年8月23日至1924年7月10日(比例:1:2)

1924年7月10日至1959年7月14日(比例:1:2)

伊拉克王国君主旗帜之一，1924年至1959年 (比例:1:2)

伊拉克王国君主旗帜之一，1930年1月11日至1958年1月1日(比例:1:2)

伊拉克最初的国旗是于1921年设立的[[伊拉
伊拉克最初的国旗是于1921年设立的伊拉克王国的国旗。伊拉克王国国旗源自于阿拉伯起义旗。由水平黑白绿三色旗外加一个红色梯形构成，梯形上的两颗七角星代表伊拉克的14个省。该国旗是由哈希姆家族设立的，因为伊拉克建国的国王就是该家族成员。因此该旗与同为哈希姆家族统治的约旦国旗非常相像。

### 1958年

1958年1月1日-1958年12月31日(比例:1:2)

1958年，为了回应阿拉伯埃及共和国和叙利亚共和国以阿拉伯联合共和国的名义进行合并，伊拉克和约旦两个哈希姆王国成立了阿拉伯联邦，这是两个国家组成的邦联。联盟的旗帜基本上是基于约旦的国旗，但红色的三角形不含七芒星。 这面旗帜与1964年通过的巴勒斯坦国旗相同，与阿拉伯复兴社会党的旗帜几乎相同。这个联盟持续了不到六个月，于七月被1958年的伊拉克革命终止。

### 1959年至1963年

1959年－1963年（长宽比 1:2）

1958年革命推翻君主制后，1959年7月14日伊拉克颁布了新国旗。新国旗采用垂直黑白绿三色旗，中间一颗八角星，星中央是一枚黄色太阳图案。黑色、白色和绿色代表泛阿拉伯主义，黄色太阳代表库尔德少数民族，而红星代表亚述少数民族。
由于该旗考虑到了库尔德民族，因此得以在伊拉克库尔德斯坦地区获得承认。而下一版的伊拉克国旗由于片面强调泛阿拉伯主义而遭到库尔德人的反对。

### 1963年至1991年

1963年－1991年（长宽比 2:3）

1963年7月31日伊拉克公布新版国旗。该旗为平行红白黑三色旗，中间有三颗绿色五角星。紅色象徵叱吒風雲的勇氣和膽識，白色展現伊拉克人寬闊豁達的胸襟，黑色則是對勝利的歌頌，綠色是伊斯蘭教傳統的色彩。三颗星原是代表伊拉克将与埃及、叙利亚合作，三个阿拉伯国家准备重建阿拉伯联合共和国，但最终，伊埃叙三国合作失败，三颗五角星也在1968年复兴党重新上台后，寓意改为象征当时伊拉克境内的15个省团结一致。
1963至1972年间，伊拉克、叙利亚两国国旗图案是一样的，区别刚是伊拉克国旗纵横比例为2比3，而叙利亚国旗纵横比例为1比2。

### 1991年至2004年

1991年－2004年（长宽比 2:3）

1991年1月13日伊拉克启用了新国旗。该旗将旗中间三颗绿星的含义改为阿拉伯復興社會黨的三信条：团结、自由、社会主义。并在中间加上了“真主至大”，据说是萨达姆的亲笔题字。此举被认为是为了在海湾战争中唤起阿拉伯世界的支持。其后有人指称该文字有书写错误。因为真主的写法是，在伊拉克国旗上却画蛇添足、错误地写成了，换成印刷体后依然没有将此错误改正过来。

### 2004年至2008年

2004年－2008年（长宽比 2:3）

2004年至2008年的國旗樣式将「真主至大」題字由手写改为庫法體（一種阿拉伯文印刷體），然而书写错误依然存在。

### 2008年

2008年1月第1個設計提案

2008年1月第2個設計提案

在2008年1月，一個新的設計被提出來，此設計移除了復興黨的標誌，換上代表庫德族的八條綠芒黃色太陽，放在「真主」和「至大」的中間。「真主至大」仍是用印刷庫法體，並且改正原本「真主」的書寫錯誤。
另外一個設計也被提案出來。這個設計很像是現在使用的旗幟，不過不一樣的是「真主至大」字樣的顏色被換成了黃色，代表伊拉克北方的庫爾德族。而三顆綠星代表的意義也更改成「和平、博愛和正義」。此種設計的「真主」一樣使用正確書寫。
在2008年1月22日，新的國旗提案被伊拉克國會證實通過。在這個折衷方案中，三顆星被移除。並且正式改正「真主」的書寫成為正確書寫。

## 未被採納的國旗提案

### 2004年新国旗的争论

2004年被提议的国旗，后被否决。

2004年4月26日，伊拉克临时管理委员会宣布，临管会通过公开征稿，已决定采纳新国旗，用以代替萨达姆执政时期的伊拉克旧国旗。临管会从30幅候选国旗设计图案中挑选出来，由一位名叫里法特·沙迪尔奇的伊拉克艺术家及建筑师设计的方案，这位设计者现定居于伦敦，他的哥哥曾是临管会成员。
该旗为白色底子上出现一个伊斯兰教新月形状，底部有蓝黄蓝的彩条，两条蓝色的带子代表流经伊拉克领土的底格里斯河和幼发拉底河，另外一条黄色带子象征伊拉克库尔德人这一少数民族。而该旗的新月使用了蓝色，而该色并不用来表示伊斯兰新月。

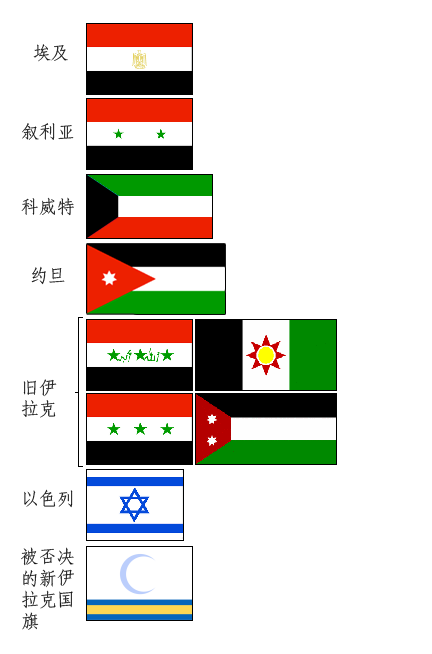
伊拉克国旗与中东其他一些国家国旗对比

该旗的设计明显有意同其他阿拉伯国家旗帜加以区别，它没有使用阿拉伯国家惯用的代表伊斯兰的绿色黑色和代表阿拉伯民族主义的红色。而伊斯兰新月则多为绿色或红色而非蓝色。而蓝白色的旗帜很容易让伊拉克人想到以色列国旗，而许多伊拉克人一直对以色列怀有敌意，因此这在伊拉克立即引起了很大争议。但同时也有人认为应该抛弃老旧的泛阿拉伯颜色和由萨达姆书写的“真主至大”。
还有人质疑里法特·沙迪尔奇设计获胜的公平性，因为他的哥哥曾是临管会成员。他回应说，直到他哥哥打电话邀请他参加设计之前他并不知道这个新国旗的计划，他也没有被告知会参加一个竞选过程。加之其早在1980年代就移居伦敦，因此很容易被人指责为缺乏爱国心。
就在2004年4月27日该旗预订实行的前一天，有抗议者在费卢杰焚烧此旗以示抗议。
2004年4月28日临管会主席马苏德·巴尔扎尼正式宣布将该旗上的浅蓝色改为深蓝色。并声称原先浅色版本是由于印刷错误造成的，而未提及这一改动是否与之前的抗议有关。他同时声称这只是一个临时的国旗，直到国旗图案最终确定。
面对这强烈的争议，这一版本最终被抛弃。在2004年6月28日的政权移交仪式上采用了将“真主至大”改为印刷体的1991年版的改进版国旗。

## 国旗再度更新

2008年1月22日-伊拉克现任国旗（比例：2:3）

2012年9月22日，伊拉克国民议会文化和媒体委员会主席阿里·沙拉赫说，伊拉克决定将启用新国旗和国歌，“以统一国家象征符号”。
2008版伊拉克国旗被认为是伊拉克各派政治力量妥协后的产物，其还是部分保留了萨达姆时代的痕迹。
沙拉赫称，伊拉克新国旗继续保留红、白、黑、绿四色，即泛阿拉伯色彩。

## 歷史旗幟

### 1921年－1963年
| 國旗 | 國家         | 時間       | 歷史時期   |
| ---- | ------------ | ---------- | ---------- |
|      | 伊拉克王國   | 1921－1959 | 君主国时期 |
|      | 伊拉克共和国 | 1959－1963 | 共和国时期 |

### 1963年－2008年
| 國旗 | 國家         | 時間       | 歷史時期         |
| ---- | ------------ | ---------- | ---------------- |
|      | 伊拉克共和国 | 1963－1991 | 共和国时期       |
|      | 伊拉克共和国 | 1991－2004 | 共和国时期       |
|      | 伊拉克共和国 | 2003－2008 | 联军驻伊当局时期 |
|      | 伊拉克共和国 | 2004－2008 | 共和国时期       |

### 2004年－2008年建议草案
- 2004年第一个草案
- 2008年第一个草案
- 2008年第二个草案
- 基于1959年版国旗的拟议变体

### 國旗变迁時間軸
|            |            |            |            |            |            |
| 1921－1959 | 1959－1963 | 1963－1991 | 1991－2004 | 2004－2008 | 2008－至今 |

## 地方旗帜

### 地区
| 旗帜 | 自治区         | 時間   | 歷史時期   |
| ---- | -------------- | ------ | ---------- |
|      | 库尔德斯坦地区 | 1991－ | 共和国时期 |

### 省
| Flag | 时间 | 省份     | 比例 |
| ---- | ---- | -------- | ---- |
|      |      | 巴格达省 | 2:3  |
|      |      | 巴士拉省 | 2:3  |